# Urosphena
Az Urosphena a madarak osztályának verébalakúak (Passeriformes) rendjébe és a berkiposzátafélék (Cettiidae) családba tartozó nem.

## Rendszerezés
A nemet Robert Swinhoe írta le 1877-ben, az alábbi fajok tartoznak ide:
- csutakfarkú poszáta (Urosphena squameiceps)
- borneói csutakfarkú poszáta (Urosphena whiteheadi)
- timori csutakfarkú poszáta (Urosphena subulata)
- fehérlábú csutakfarkú poszáta (Urosphena pallidipes)[2]
- Neumann-poszáta (Urosphena neumanni)[2] vagy Hemitesia neumanni[1]